# 크로스아웃
크로스아웃(Crossout)은 부분 유료화 차량 전투 비디오 게임으로, PvP 및 PvE 시나리오에서 커스텀 차량을 조립하고 운전하는 것에 중점을 둔다. 타겜 게임즈가 개발하고 가이진 엔터테인먼트가 안드로이드, IOS, 윈도우, 플레이스테이션 4, 엑스박스 원, 엑스박스 시리즈 X/S용으로 배급한다. 2021년 기준, 아시아소프트의 계열사인 플레이파크가 아시아 지역 서버를 인수했다.

## 게임플레이
게임 플레이는 게임 내에서 획득하거나 게임 내 상점 (소액 결제) 또는 시장 (게임 내 통화)을 통해 구매한 다양한 부품, 무기 및 모듈로 차량을 조립하는 것에 관한 것이다. 플레이어는 PvP 전투의 다인용 게임 모드에서 자신만의 커스텀 차량을 운전하거나 PvE 모드에서 AI 상대와 싸울 수 있다. 차량은 완전히 파괴될 수 있으며, 무기, 방어구 및 바퀴는 떨어져 나가 차량의 성능을 저하시킬 수 있다.
플레이어는 차고 안에서 게임을 시작한다. 차고는 게임 모드를 선택하고, 자신의 차량에 접근하고, 게임 내 상점과 시장을 둘러보고, 커뮤니티에서 공유한 차량을 시도하고, 게임 진행 상황을 확인하는 주 메뉴 역할을 한다. 또한 훈련장으로 나가서 운전하고 목표물을 쏘며 연습할 수도 있다.
차량은 하드웨어 (무기, 캐빈, 바퀴와 같은 기능 부품), 구조 부품 (방어구), 프레임, 장식으로 만들어진다. 프레임은 차량의 섀시를 형성한다. 캐빈은 내장 엔진도 가지고 있으며, 모듈과 무기에 동력과 에너지를 제공한다. 무기는 피해를 입히고 모듈은 더 빠른 재장전, 보너스 엔진 출력, 은신, 레이더 등 추가 기능을 제공한다. 방어구는 다른 부품을 보호하고 연결하며, 대부분의 방어구 부품은 차량의 체력을 증가시킨다. 장식은 경험치 보너스를 제공한다. 이동 부품으로는 바퀴, 무한궤도, 오거, 다리, 호버 (낮은 고도에서 차량을 띄울 수 있는 하향 제트 엔진)가 있어 속도와 민첩성을 다양하게 이동할 수 있다.
캐빈은 톤수와 출력 제한이 있으며, 이동 부품을 추가하면 톤수가 증가한다 (질량 한도까지). 각 차량은 캐빈 내구도 값을 가지며, 캐빈 기본 체력과 방어구 부품 체력의 합으로, 캐빈이 피해를 입거나 방어구 부품이 파괴될 때마다 감소한다. 일부 방어구 부품은 추가될 때 내구도를 증가시키지 않고 파괴될 때도 감소시키지 않는다. 캐빈이 파괴될 때 (캐빈 내구도가 0으로 떨어짐) 차량이 파괴된다.
차량은 일반적으로 캐빈 유형에 따라 경량, 중량, 중장갑 유형으로 나뉜다. 경량 차량은 속도와 민첩성에 의존하여 피해를 피하고 입히는 반면, 중장갑 차량은 많은 무거운 방어구를 장착하고 피해를 견딜 수 있는 능력에 의존한다. 중량 차량은 이 두 유형의 중간에 위치한다. 무기는 근접 (접촉 및 충돌), 단거리, 중거리, 장거리로 나뉘지만, 일부는 이 범주에 속하지 않는다 (지뢰 및 함정 설치기 등). 일부 무기와 하드웨어는 완전히 가상이며, 일부는 전투에서 살아남기 위해 변형된 실제 디자인이다. 예를 들어, 조브레이커 캐빈은 BAE SEP 장갑차의 캐빈이며, 이 차량의 구조 부품과 바퀴도 사용할 수 있다. 훨윈드 기관포는 부시마스터 대포에 Mk 38 마운트가 장착된 것이다. 게임에 등장하는 다른 주목할 만한 차량 (보통 캐빈 형태로 때로는 적합한 방어구 부품과 함께)에는 포드 F-150 (7세대), 가젤, MAZ-7310, 폴크스바겐 Type 2 등이 있다. 무기는 종종 소련, 미국, 유럽 장비를 기반으로 한다.
플레이어는 자신의 플레이 스타일에 맞는 커스텀 차량을 만들고, 어떤 섀시에도 어떤 무기를 장착하며, 전투에서 테스트하고 더 나은 장비를 얻으면서 수정하고 업그레이드할 수 있다. 청사진은 차량을 저장하여 나중에 사용할 수 있게 하며, 일부 예시 청사진은 진영에서 제공한다. 각 진영은 일반적으로 특정 차량 유형 및 플레이 스타일에 맞춰져 있지만, 플레이어는 디자인에서 모든 진영의 하드웨어를 자유롭게 조합할 수 있다.
일부 부품에는 특전이 있다. 특전은 수동, 이벤트 활성화 또는 플레이어 활성화 보너스를 부여하는 특수 능력이다 (예를 들어, 캐빈은 피해를 받을 때 보너스 출력을 제공하거나, 무기는 주변에 최소 2명의 적이 있을 때 더 많은 피해를 줄 수 있다). 특전 시너지를 만드는 것은 효율적인 차량을 만드는 데 중요하다. 일부 캐빈 또는 모듈은 특정 플레이 스타일 또는 무기에 유리한 특전을 갖는다.
차량은 PS (파워스코어) 스탯을 가지는데, 이는 모든 부품의 파워스코어 값의 합계이다. 더 발전된 부품은 일반적으로 더 높은 PS를 가지며, 더 높은 PS 차량은 대부분의 모드에서 더 어려운 적을 만나게 된다. 높은 PS 차량은 전투에서 더 비싼 자원을 얻을 수도 있다.
진행은 더 나은 장비를 얻는 것을 포함하며, 이는 여러 가지 방법으로 할 수 있다.
- 상점이나 시장에서 장비를 구매한다.
- 획득한 자원을 사용하여 장비를 제작한다.
- 진영과의 관계 레벨을 올리고 배틀 패스 레벨을 달성하여 장비를 보상으로 획득한다.

전투는 플레이어에게 진영 진행 상황과 제작에 사용하거나 판매할 수 있는 자원에 기여하는 경험치를 보상으로 준다. 추가 보상은 일반 퀘스트를 완료하여 획득한다.
시장은 플레이어 간의 아이템 교환을 위한 게임 내 플랫폼이다. 누구나 하드웨어 또는 자원에 대한 구매 또는 판매 주문을 올릴 수 있으며, 다른 플레이어는 이러한 주문에 따라 구매 또는 판매하거나 자신의 주문을 올릴 수 있다. 따라서 가격은 플레이어 행동에 영향을 받지만, 플레이어가 터무니없이 높거나 낮은 가격을 설정하는 것을 방지하는 가격 제한 ("통로")이 있다. 이는 동적으로 조정된다. 가격은 실제 주식 시장처럼 게임 내 이벤트로 인해 변동될 수 있으며, 플레이어는 이러한 변동으로 이익을 얻으려고 할 수도 있다. 코인 또는 골드는 시장에서 사용되는 게임 내 통화이다. 소액 결제로 구매하거나 이벤트 중에 획득할 수도 있다. 플레이어가 부품을 판매하면 구매자가 지불한 코인 금액에서 시장 수수료를 제외한 금액을 받는다.

### 게임 모드
PvP 게임 모드는 다음과 같다.
- 8 대 8 어썰트, 맵 양 끝에 기지가 있다. 한 팀은 상대를 모두 제거하거나 적 기지를 점령해야 승리한다.
- 8 대 8 도미네이션, 맵에 세 개의 기지가 배치된다. 한 팀은 상대를 모두 제거하거나 세 기지 중 두 개를 점령해야 승리한다.
- 8 대 8 인카운터, 맵 중앙에 하나의 기지가 배치된다. 한 팀은 상대를 모두 제거하거나 기지를 점령해야 승리한다.

4인 PvE 레이드 대 밴디트
플레이어 그룹은 맵 내에서 AI 조종 적과 싸우고 독특한 무기를 가진 보스와 마주하며 특정 목표를 완료하기 위해 협력한다. 플레이어는 레이드에 참여하려면 게임 내에서 수집하고 매일 무료로 제공되는 자원인 연료가 필요하다.
어드벤처 모드 또는 어웨이킹, 싱글 플레이어/선택적 협동 캠페인:
플레이어가 블러드 록스에서 깨어난 이름 없는 주인공으로 플레이하는 스토리 모드이다. 전투, 배달, 정찰, NPC와의 만남 등 순차적인 임무를 완료하며 스토리를 진행해야 한다. 스토리는 주인공이 기억 상실의 원인을 해결하고 다른 진영을 위해 일하며 캐릭터를 통해 세상에 대해 배우면서 새로운 세상에 적응하려는 노력에 관한 것이다. 이 모드는 샌드박스/자유 로밍 모드로도 사용할 수 있다. 메인 스토리가 완료된 후에도 플레이어는 다시 플레이하고, 일부는 협동으로 할 수 있는 사이드 미션에 참여하거나, 단순히 무작위로 생성되는 적과 싸우고 드랍을 수집할 수 있다. 어드벤처 게임에는 최대 4명의 플레이어가 동시에 존재할 수 있다. 이 모드의 위협은 플레이어의 차량 강도에 따라 조정된다.
플레이어 브롤, 정해진 스케줄에 이용 가능하다.
- 32인 배틀 로얄 (매주 주말):

마지막 생존자가 승리하며, 플레이어는 작은 차량과 단 하나의 전면 근접 무기를 가지고 넓은 맵에서 생성된다. 생존자는 주변에 흩어진 장비, 무기, 방어구를 장착해야 한다. 플레이 영역은 모래 폭풍이 다가오면서 점차 작아지고, 폭풍에 갇힌 차량에 피해를 입힌다.
- 16인 베들럼 (항상 이용 가능)

목표나 규칙이 없는 자유 대전 모드로, 플레이어는 언제든지 참여하고 떠날 수 있다. 플레이어는 다른 플레이어와 싸우거나, 운전하거나, 단순히 사교 활동을 할 수 있다.
- 8인 빅 배드 스콜피온 (월요일 UTC 12 AM - 8 AM, 4 PM - 12 PM, 수요일 4 PM - 12 PM, 목요일 8 AM - 4 PM)

플레이어가 작은 차량과 레일건을 장착하고, 상대를 파괴하는 데 정확히 한 발만 필요한 자유 대전 아레나 모드이다. 타이머가 끝났을 때 가장 많이 제거한 플레이어가 승리한다.
- 8인 스톰 워닝 (화요일 UTC 12 AM - 8 AM, 4 PM - 12 PM, 수요일 8 AM - 4 PM, 목요일 12 AM - 8 AM)

마지막 생존자가 승리하며, 플레이어는 자신만의 조립 차량을 가지고 생성된다. 플레이 영역은 모래 폭풍이 다가오면서 점차 작아지고, 폭풍에 갇힌 차량에 피해를 입힌다.
- 8인 레이스 (화요일 UTC 8 AM - 4 PM, 금요일 12 AM - 8 AM, 4 PM - 12 PM)

플레이어는 장애물을 피하면서 체크포인트를 통과해야 하며, 1등이 승리한다. 이 게임 모드에서는 무기가 비활성화된다.
다른 브롤은 브롤 페스티벌 또는 스틸 챔피언십 (매년 축구 테마 이벤트)과 같은 제한된 이벤트에서 이용 가능할 수 있다.
플레이어는 경기에 참여하여 다양한 자원을 보상으로 받으며, 이를 사용하여 더 많은 무기와 부품을 제작하거나 시장을 통해 게임 내 통화로 교환할 수 있다. 일부 브롤 (레이스 등)은 전리품 상자를 보상으로 준다.

## 개발

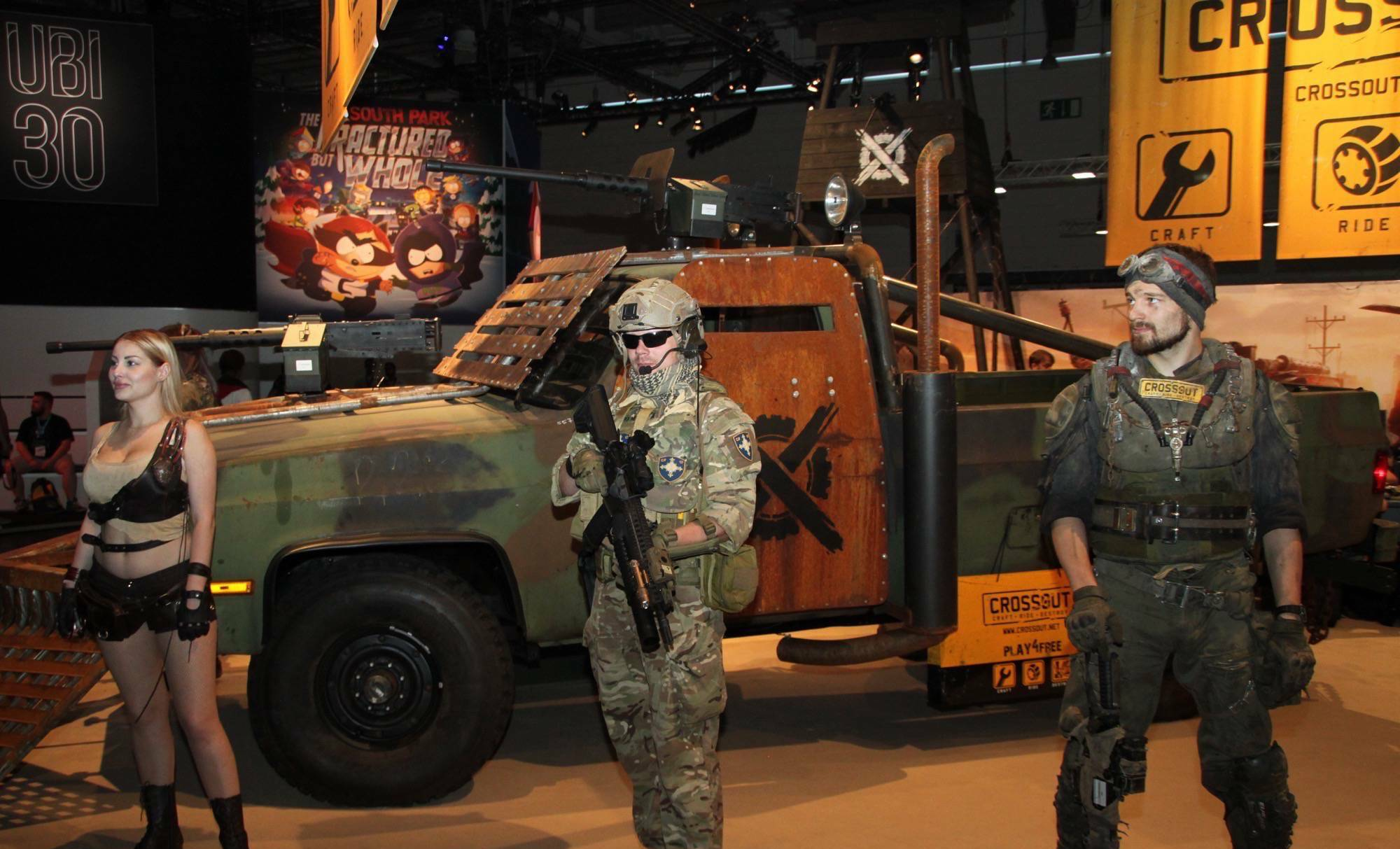
게임스컴 2016 홍보

가이진 엔터테인먼트와 타겜 게임즈는 부분 유료화 MMO를 포스트 아포칼립스 미래를 배경으로 개발한다고 발표했다. '배틀 테스트'라고 불리는 게임의 첫 알파 테스트는 2015년 여름에 시작되었고 같은 해에 게임은 E3 2015에서 데뷔했다. 같은 해 후반에 게임은 게임스컴 2015의 가이진 엔터테인먼트 부스 내 폐쇄 구역에서 플레이할 수 있었으며, 플레이어는 추가 테스트에 참여할 수 있는 프로모션 코드를 받았다. 크로스아웃은 2016년 4월에 클로즈 베타에 들어갔고 2017년 5월 30일에 PC, 플레이스테이션 4, 엑스박스 원에서 오픈 베타로 출시되었다. 크로스아웃 모바일은 구글 플레이 스토어 출시 6일 후인 2022년 2월 10일에 애플 앱 스토어에 출시되었다.

## 평가
MMORPG.com은 크로스아웃을 "E3 2015에서 가장 혁신적인 게임"이라고 불렀다.

## 같이 보기
- 오토듀얼